# Grupo de ejércitos
Un grupo de ejércitos es un mando militar integrado por dos o más ejércitos que actúan conjuntamente y bajo un mando único.

## Características de un grupo de ejércitos
Un grupo de ejércitos es la unidad más grande que puede formarse dentro de un ejército, ya sea de tierra, mar o aire. Lo integra un número de soldados que puede oscilar entre los 500 000 y 1 400 000 soldados de tierra, infantería de marina, aviación y otros cuerpos auxiliares. En algunos países, la formación equivalente se denomina Frente.
Los grupos de ejércitos, cuando existen, son dirigidos por un teniente general, un general de división o, incluso, un mariscal de campo. No está siempre bien definido porque son unidades que se forman muy raras veces. Debe tenerse en cuenta que un ejército medio, como pueden ser las Fuerzas Armadas de España, ni uniendo la totalidad de los efectivos de los tres ejércitos y su Estado Mayor contaría con efectivos suficientes para crear un grupo de ejércitos de tamaño medio. Por esta razón, es una unidad más teórica que real, estudiándose más en las academias militares que en los presupuestos y en los despliegues de fuerzas.
A principios del siglo XXI, donde la tendencia es deshacerse de grandes unidades militares, los grupos de ejércitos tienden a desaparecer, lo mismo que otras unidades superiores como el ejército, el cuerpo de ejército y la división. En cambio, la tendencia es organizar los ejércitos en brigadas.
Según la BBC, en ningún otro cargo de ninguna otra profesión existe un mando con una responsabilidad de vida o muerte mayor que el que tiene el oficial al mando de un grupo de ejércitos.

## Grupos de ejércitos famosos

### Japón
Grupos de ejércitos japoneses en la Segunda Guerra Mundial.
- Kantogun: En Manchuria entre 1906 y 1945.
- Hakengun: En Ca central 1939 y 1945.
- Nanpogun: En Indochina, Indonesia y las islas del Pacífico, entre 1941 y 1945.

Ante la inminente derrota en 1945, el ejército japonés se reestableció en las islas japonesas para rechazar la esperada invasión aliada; contaba con dos millones de soldados (otro millón seguía aislado en el Sudeste Asiático).
Fuerzas terrestres
- Dai Ichi So-Gun: en Tokio.
- Dai Ni So-Gun: en Hiroshima.

Fuerza aérea
- Koku So-Gun: en Tokio.

### Rusia
Los grupos de ejércitos en Rusia y la URSS se llaman frentes:
- Primera Guerra Mundial
  - Frente del Cáucaso
  - Frente del Norte
  - Frente del Noroeste
  - Frente de Rumania
  - Frente del Suroeste
  - Frente del Oeste.

- Guerra Civil Rusa
  - Frente Norte
  - Frente del Lejano Oriente
  - Frente de Turkestán
  - Frente del Cáucaso
  - Frente del Sureste
  - Frente Sur
  - Frente de Ucrania
  - Frente del Suroeste
  - Frente del Oeste
  - Frente del Trans-Baikal
  - Frente del Amur.

- Segunda Guerra Mundial
- Distrito del Norte y Noroeste:
  - Frentes del Báltico: 3 frentes (2 000 000 de hombres).
  - Frentes del Norte (Kalinin, Carelia, Leningrado,  Vóljov ).
  - Frente Noroeste
- Distrito Centro-Occidental: 4 500 000 de hombres
  - Frentes de Bielorrusia: 4 frentes (1 200 000 de hombres).
  - Frente del Orel
  - Frente Central
  - Frentes de Moscú: 3 frentes.
  - Frente del Oeste
  - Frente de Primoryie
  - Frente de Reserva (1 000 000 de hombres).
- Distrito Sur y Suroeste:
  - Frentes del Sur:
    - Crimea
    - Cáucaso

  - Frentes de Ucrania: 6 frentes (1 250 000 de hombres).
  - Frente Trans-Caucásico
  - Frente Norte del Cáucaso
- Distrito de Siberia y Asia Central:
  - Frentes del Sureste (Don, Stalingrado, Vorónezh).
- Distrito del Lejano Oriente: (2 000 000 hombres)
  - Frente del Lejano Oriente
  - Frentes Trans-Baikales: 2 frentes.[2]

### Aliados Occidentales:Segunda Guerra Mundial
Grupos de ejércitos aliados con el lugar y tiempo que operaron.
- Francia:
  - I Grupo de Ejércitos, frontera franco-belga (1940)
  - II Grupo de Ejércitos, Lorena y las Ardenas (1940)
  - III Grupo de Ejércitos, Alsacia (1940)[3]
- Reino Unido:
  - Grupo de Ejércitos XI, sureste de Asia (1943-45)
  - Grupo de Ejércitos XV, Argelia, Túnez, Sicilia e Italia (1943-45)
  - Grupo de Ejércitos XVIII, Marruecos (1942-43)
  - Grupo de Ejércitos XXI, Francia, Bélgica, Holanda y Alemania (1943-45)
  - Grupo de Ejércitos XXV, Alemania (1945)

- EE. UU.:
  - Grupo de Ejércitos I, Francia (1943-44). Llegó a tener 903 000 hombres.[4]
  - Grupo de Ejércitos VI, Córcega, Francia, Alemania, Italia y Austria (1944-45).
  - Grupo de Ejércitos XII, Francia (1944).
  - Grupo de Ejércitos XX, Alemania (1944-45). Llegó a tener 1 300 000 soldados.

### Alemania
- Primera Guerra Mundial
  - Frente Oriental
    - Grupo de Ejércitos de Linsingen o del Sur, en Galitzia
    - Grupo de Ejércitos de Hinderburg o de Riga
    - Grupo de Ejércitos de Eichhorn o de Kiev
    - Grupo de Ejércitos de Woyrsch o de los Balcanes
    - Grupo de Ejércitos de Mackensen o del Este
    - Grupo de Ejércitos de Continuación.
    - Grupo de Ejércitos de Scholtz o de Macedonia
    - Grupo de Ejércitos del Danubio o de Rumanía[5]

  - Frente Occidental
    - Grupo de Ejércitos del Príncipe Ruperto de Baviera
    - Grupo de Ejércitos del Príncipe Heredero
    - Grupo de Ejércitos del Duque Alberto de Wurtemberg
    - Grupo de Ejércitos de Gallwitz
    - Grupo de Ejércitos de Boehn[6]

- Segunda Guerra Mundial
  - Grupos de Ejércitos 1, 2, 3, 4, 5, 6.
  - Grupos de Ejércitos: A, B, C, D, E, F, G, H.
  - Grupo de Ejércitos de África
  - Grupo de Ejércitos del Don
  - Grupo de Ejércitos de Curlandia
  - Grupo de Ejércitos de Liguria
  - Grupo de Ejércitos Centro
  - Grupo de Ejércitos del Norte
  - Grupo de Ejércitos del Norte de Ucrania
  - Grupo de Ejércitos de Ostmark (Austria)
  - Grupo de Ejércitos del Sur
  - Grupo de Ejércitos del Sureste
  - Grupo de Ejércitos del Sur de Ucrania
  - Grupo de Ejércitos de Túnez
  - Grupo de Ejércitos del Rin
  - Grupo de Ejércitos del Vístula

Los Grupos de Ejército Norte, Centro y el Sur de la Wehrmacht, que en 1941 llevaron el peso de la operación Barbarroja, la mayor invasión de la historia al reunir a 3 000 000 de soldados alemanes y de otras naciones.

### Imperio Otomano
- Primera Guerra Mundial
  - Grupo de Ejércitos Occidental, en Anatolia, Serbia y Grecia
  - Grupo de Ejércitos del Cáucaso (incluye el Ejército de Njemen)
  - Grupo de Ejércitos de Yildirim, en Siria y Mesopotamia

### Polonia
- Segunda Guerra Mundial[8]
  - Grupo de Ejércitos Sur
  - Grupo de Ejércitos Norte